# Delia Boccardo
Delia Boccardo, född 29 januari 1948 i Genua, Ligurien, är en italiensk skådespelerska.

## Roller i urval
- 1967 – Ögat
- 1968 – Kommissarie Clouseau
- 1970 – Tsarens kurir
- 1972 – Ski Raiders
- 1973 – La polizia incrimina la legge assolve
- 1974 – Il poliziotto è marcio
- 1976 – Dödens tentakler
- 1976 – Kvinnan i fönstret
- 1983 – Nostalghia
- 1998–2008 – Incantesimo (TV-serie)